# Neil Lomax
Neil Vincent Lomax (Portland, 17 febbraio 1959) è un ex giocatore di football americano statunitense che ha militato nel ruolo di quarterback nei St. Louis/Phoenix Cardinals della National Football League (NFL).

## Carriera
Lomax fu scelto dai St. Louis Cardinals nel corso del secondo giro (33º assoluto) del Draft NFL 1981. Malgrado una carriera di alto livello nel college football, ebbe una carriera di alti e bassi come professionista giocando per delle formazioni dei Cardinals molto mediocri. In due occasioni fu convocato per il Pro Bowl (1984 e 1987) ma ebbe anche dei periodi negativi che lo portarono in panchina.
Nella sua prima stagione, nel 1981, Lomax disputò 14 partite, di cui 7 come titolare al posto del veterano Jim Hart, con un record di 4–3, 4 touchdown passati e 10 intercetti subiti. Nella stagione accorciata per sciopero del 1982, Lomax disputò tutte le nove gare come titolare, passando 1.367 yard, 5 touchdown e 6 intercetti. Partì come titolare anche nella gara di playoff contro i Green Bay Packers, completando 32 passaggi su 51 per 385 yard, 2 touchdown e 2 intercetti ma i Cardinals furono sconfitti per 41–16 e quella fu l'unica partecipazione ai playoff della sua carriera.
L'anno seguente Lomax disputò 13 gare come titolare, mentre Hart disputò le altre tre. Ebbe un record di 7–5–1 lanciando 2.636 yard, con 24 touchdown e 11 intercetti ma la squadra concluse con un record di 8–7–1 (dopo avere iniziato (1–5) e non si qualificò per i playoff.
Nel 1984, con il ritiro di Hart, Lomax divenne definitivamente titolare, iniziando tutte le gare in quel ruolo e avendo fino a quel momento la sua miglior stagione, lanciando 4.614 yard, 28 touchdown e 16 intercetti, tutti massimi in carriera. Quell'anno i Cardinals ebbero un record di 9–7, ma non riuscirono a qualificarsi per i playoff a causa di una sconfitta nell'ultimo turno contro i Washington Redskins. Lomax fu sempre titolare nel 1985 ma la squadra scese a un record di 5–11, lanciando 18 touchdown e 12 intercetti. Nel 1986 disputò 14 gare come titolare, con Cliff Stoudt che disputò le altre due, lanciando 13 touchdown e 12 intercetti. La stagione successiva fu la penultima di Lomax come Cardinal che l'ultima della franchigia a St. Louis. Disputò 12 partite con un record di 6-6, passando 3.387 yard, 24 touchdown (leader della NFL) e 12 intercetti, venendo convocato per il suo secondo Pro Bowl. Nel suo ultimo anno nel 1988, la prima stagione dei Cardinals in Arizona, Lomax disputò 14 gare come titolare, con un record di 7–7, lanciando 20 touchdown e 11 intercetti.
Lomax fu costretto a ritirarsi prima della stagione 1990 (dopo avere perso tutta quella del 1989) a causa di una grave artrite all'anca. Chiuse la carriera con un record come titolare di 47–52–2, 136 touchdown e oltre 22.000 yard passate. È al secondo posto di tutti i tempi della storia della franchigia per yard passate, touchdown passati, passaggi tentati e completati, sempre dietro a Hart.

## Palmarès
- Convocazioni al Pro Bowl: 2

1984, 1987
- Leader della NFL in passaggi da touchdown: 1

1987
- PFWA All-Rookie Team - 1981
- College Football Hall of Fame